# Tournoi de tennis de Baltimore
Le tournoi de tennis de Baltimore (Maryland, États-Unis) est un tournoi de tennis masculin du circuit professionnel ATP organisé de 1972 à 1982 chaque année sauf en 1981.
Les compétitions se déroulaient en salle sur moquette. Brian Gottfried et Harold Solomon ont chacun remporté le titre à deux reprises.

## Palmarès messieurs

### Simple
| No | Date       | Nom et lieu du tournoi   | Catégorie      | Dotation       | Surface         | Vainqueur       | Finaliste       | Score                   |                |
| -- | ---------- | ------------------------ | -------------- | -------------- | --------------- | --------------- | --------------- | ----------------------- | -------------- |
| 1  | 09-01-1972 | Baltimore WCT, Baltimore |                | NC $           | Moquette (int.) | Ilie Năstase    | Jimmy Connors   | 1-6, 6-4, 7-6           |                |
| 2  | 03-01-1973 | Baltimore WCT, Baltimore |                | NC $           | Moquette (int.) | Jimmy Connors   | Sandy Mayer     | 6-4, 7-5                |                |
| 3  | 03-02-1974 | Baltimore WCT, Baltimore |                | NC $           | Moquette (int.) | Sandy Mayer     | Clark Graebner  | 6-2, 6-1                |                |
| 4  | 18-01-1975 | Baltimore WCT, Baltimore |                | 30 000 $       | Moquette (int.) | Brian Gottfried | Allan Stone     | 3-6, 6-2, 6-3           |                |
| 5  | 25-01-1976 | Baltimore WCT, Baltimore |                | NC $           | Moquette (int.) | Tom Gorman      | Ilie Năstase    | 7-5, 6-3                |                |
| 6  | 17-01-1977 | Baltimore WCT, Baltimore |                | NC $           | Moquette (int.) | Brian Gottfried | Guillermo Vilas | 6-3, 7-6                |                |
| 7  | 22-01-1978 | Baltimore WCT, Baltimore |                | 100 000 $      | Moquette (int.) | Cliff Drysdale  | Tom Gorman      | 7-5, 6-3                |                |
| 8  | 15-01-1979 | Baltimore WCT, Baltimore |                | 75 000 $       | Moquette (int.) | Harold Solomon  | Marty Riessen   | 7-5, 6-4                |                |
| 9  | 14-01-1980 | Baltimore WCT, Baltimore |                | 75 000 $       | Moquette (int.) | Harold Solomon  | Tim Gullikson   | 7-6, 6-0                |                |
|    | 1981       | Pas de tournoi           | Pas de tournoi | Pas de tournoi | Pas de tournoi  | Pas de tournoi  | Pas de tournoi  | Pas de tournoi          | Pas de tournoi |
| 10 | 02-11-1982 | Baltimore WCT, Baltimore |                | 300 000 $      | Moquette (int.) | Paul McNamee    | Guillermo Vilas | 4-6, 7-5, 7-5, 2-6, 6-3 |                |

### Double
| No | Date       | Nom et lieu du tournoi   | Catégorie      | Dotation       | Surface         | Vainqueurs                     | Finalistes                     | Score          |                |
| -- | ---------- | ------------------------ | -------------- | -------------- | --------------- | ------------------------------ | ------------------------------ | -------------- | -------------- |
| 1  | 09-01-1972 | Baltimore WCT, Baltimore |                | NC $           | Moquette (int.) | Jimmy Connors Haroon Rahim     | Pierre Barthès Clark Graebner  | 6–3, 3–6, 6–3  |                |
| 2  | 03-01-1973 | Baltimore WCT, Baltimore |                | NC $           | Moquette (int.) | Jimmy Connors Clark Graebner   | Paul Gerken Sandy Mayer        | 3-6, 6-2, 6-3  |                |
| 3  | 03-02-1974 | Baltimore WCT, Baltimore |                | NC $           | Moquette (int.) | Jürgen Fassbender Karl Meiler  | Owen Davidson Clark Graebner   | 7-6, 7-5       |                |
| 4  | 18-01-1975 | Baltimore WCT, Baltimore |                | 30 000 $       | Moquette (int.) | Dick Crealy Ray Ruffels        | Ismail El Shafei Frew McMillan | 6-4, 6-3       |                |
| 5  | 25-01-1976 | Baltimore WCT, Baltimore |                | NC $           | Moquette (int.) | Bob Hewitt Frew McMillan       | Ilie Năstase Cliff Richey      | 3-6, 7-6, 6-4  |                |
| 6  | 17-01-1977 | Baltimore WCT, Baltimore |                | NC $           | Moquette (int.) | Ion Țiriac Guillermo Vilas     | Ross Case Jan Kodeš            | 6-3, 6-7, 6-4  |                |
| 7  | 22-01-1978 | Baltimore WCT, Baltimore |                | 100 000 $      | Moquette (int.) | Frew McMillan Fred McNair      | Roger Taylor Antonio Zugarelli | 6-3, 7-5       |                |
| 8  | 15-01-1979 | Baltimore WCT, Baltimore |                | 75 000 $       | Moquette (int.) | Marty Riessen Sherwood Stewart | Anand Amritraj Cliff Drysdale  | 7-6, 6-4       |                |
| 9  | 14-01-1980 | Baltimore WCT, Baltimore |                | 75 000 $       | Moquette (int.) | Tim Gullikson Marty Riessen    | Brian Gottfried Frew McMillan  | 2-6, 6-3, 6-4  |                |
|    | 1981       | Pas de tournoi           | Pas de tournoi | Pas de tournoi | Pas de tournoi  | Pas de tournoi                 | Pas de tournoi                 | Pas de tournoi | Pas de tournoi |
| 10 | 02-11-1982 | Baltimore WCT, Baltimore |                | 300 000 $      | Moquette (int.) | Anand Amritraj Tony Giammalva  | Vijay Amritraj Fred Stolle     | 7-5, 6-2       |                |

## Palmarès dames

### Simple
| No | Date       | Nom et lieu du tournoi               | Catégorie | Dotation | Surface         | Vainqueure   | Finaliste        | Score          |         |
| -- | ---------- | ------------------------------------ | --------- | -------- | --------------- | ------------ | ---------------- | -------------- | ------- |
| 1  | 23-11-1973 | Lady Baltimore Tournament, Baltimore |           | 20 000 $ | Moquette (int.) | Rosie Casals | Billie Jean King | 3-6, 7-63, 6-4 | Tableau |

### Double
| No | Date       | Nom et lieu du tournoi              | Catégorie | Dotation | Surface         | Vainqueures                   | Finalistes                 | Score         |         |
| -- | ---------- | ----------------------------------- | --------- | -------- | --------------- | ----------------------------- | -------------------------- | ------------- | ------- |
| 1  | 23-11-1973 | Lady Baltimore Tournament Baltimore |           | 20 000 $ | Moquette (int.) | Rosie Casals Billie Jean King | Françoise Dürr Betty Stöve | 3-6, 6-4, 6-2 | Tableau |